# 第10独立自動車化歩兵大隊 (ウクライナ陸軍)
第10独立強襲大隊（だい10どくりつきょうしゅうだいたい、ウクライナ語: 10-й окремий мотопіхотний батальйон）は、ウクライナ無人システム部隊の大隊。第59独立強襲旅団隷下。

## 概要

### ドンバス戦争

#### ウクライナ領土防衛大隊

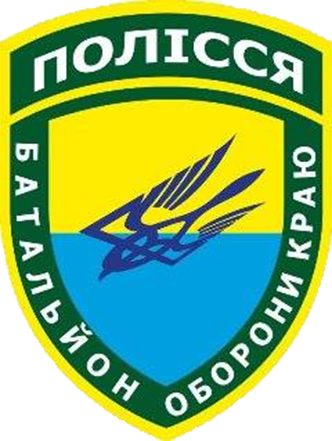
第10ポリーシャ領土防衛大隊章

2014年4月21日、ドンバス戦争の影響に伴い、ウクライナ領土防衛大隊第10ポリーシャ領土防衛大隊としてジトーミル州で創設された。
2014年5月、ドンバス戦争で北部ジトーミル州、南部ヘルソン州に配備された。

#### ウクライナ陸軍

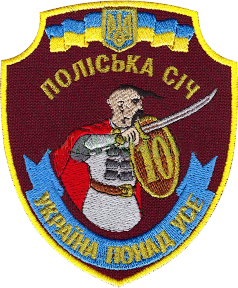
第10独立自動車化歩兵大隊章

2014年10月、ウクライナ陸軍に編入し、第30独立機械化旅団隷下に配属され、第10独立自動車化歩兵大隊に改編された。
2014年12月、新編の第59独立自動車化歩兵旅団隷下に配属された。

### ロシアのウクライナ侵攻

#### 南部・ヘルソン戦線
2022年2月24日、ロシアのウクライナ侵攻当日はクリミア共和国と接する南部ヘルソン州ヘルソン地区に配備され、オレシキーで軍事演習をしていた。団員の半数が首都キーウ守備隊の増援で不在だったため、ロシア軍とは5倍の兵力差があり、アントノフスキー橋で包囲されて多数の戦車、歩兵戦闘車を喪失する大損害を受けたが、27日に残存した戦車と砲兵部隊で全滅する前に包囲網を突破して撤退した。撤退後に司令部に補給を要請したが、司令部には部隊が全滅したと思われていた。
2025年3月、強襲部隊化に伴い、第10独立強襲大隊に改編された。

## 編制
- 大隊本部（トロスチャネツ）
- 第1自動車化歩兵中隊
- 第2自動車化歩兵中隊
- 第3自動車化歩兵中隊
- 火力支援中隊
- 迫撃砲中隊
- 偵察小隊
- 工兵小隊
- 整備小隊
- 補給小隊
- 通信小隊
- 衛生小隊